# Triunfo del amor
Triunfo del amor (no Brasil: Triunfo do Amor) é uma telenovela mexicana produzida por Salvador Mejía Alejandre para a Televisa e exibida pelo Las Estrellas de 25 de outubro de 2010 a 24 de junho de 2011 em 176 capítulos, sucedendo Soy tu dueña e antecedendo Dos hogares. 
Escrita por Liliana Abud e Ricardo Fiallega e dirigida por Jorge Édgar Ramírez e Alberto Díaz, é uma adaptação da telenovela El privilegio de amar de 1998, produzida por Carla Estrada. Ambas são baseadas na telenovela venezuelana Cristal de 1985, escrita por Delia Fiallo.
A trama é protagonizada por Victoria Ruffo, Maite Perroni e William Levy. Conta com atuações estelares de Diego Olivera, Osvaldo Ríos, Erika Buenfil, César Évora, Pilar Pellicer, Carmen Salinas e Manuel Ibáñez. É antagonizada por Daniela Romo, Dominika Paleta, Guillermo García Cantú, Úrsula Prats e Salvador Pineda, além das participações especiais de Livia Brito, Pablo Montero, Cuauhtémoc Blanco, Miguel Pizarro e Mark Tacher.

## Sinopse
Maria é uma bela jovem, de personalidade nobre, gentil e cativante. Viveu num orfanato desde os três anos de idade. E por este fato, cresceu com um forte ressentimento por seus pais, especialmente por sua mãe, pois achava que eles a tinham abandonado, sendo que na verdade, sua mãe, Vitória Gutiérrez, teve um romance com seu pai, João Paulo Iturbide, do qual ela foi concebida. A mãe de João Paulo, Bernarda de Iturbide, odiava Vitória por ter se envolvido com seu filho. Então, quando ela descobriu que Vitória estava grávida, para evitar que João Paulo soubesse da gravidez, mandou-o para um seminário. Após o nascimento de Maria, Bernarda causou um grave acidente a Vitória a fim de matá-la. Este acidente fez com que Vitória perdesse Maria na rua. Com isso as freiras de um orfanato encontraram-na e levaram-na para um abrigo onde lhe deram o nome de "Maria Desamparada". Quando Vitória sai do hospital, luta arduamente para recuperar sua filha, mas mesmo com todos os seus esforços não consegue encontrá-la.
Após isso, Vitória consegue reerguer-se rapidamente, tornando-se uma das maiores designers de moda do país, conquistando dinheiro e poder. Conhece e se casa com o famoso e renomado ator Osvaldo Sandoval. Enquanto que João Paulo torna-se padre, sem saber o que aconteceu com Vitória ou da existência de sua filha.
Quando Maria Desamparada deixa o orfanato, vai morar num pequeno, simples e humilde apartamento onde conhece Natália "Naty" e Linda, duas jovens muito diferentes, tanto física como moralmente. Naty estuda e trabalha durante a semana. E Linda deseja encontrar um homem rico que lhe proporcione apoio financeiro. Já Maria sonha em tornar-se uma modelo da alta moda. Apesar das personalidades completamente diferentes, as três se tornam grandes amigas, pois assim como Maria, Naty e Linda também já sofreram muito e isso as faz sentir uma afeição recíproca, fazendo-as serem quase como irmãs.
Maria passa a trabalhar na agência de modelos de Vitória, a quem ela admira profundamente, sem saber que é sua verdadeira mãe. O dia que Maria finalmente conhece Vitória, ocorre um incidente inesperado, onde ela fica presa no elevador com Osvaldo e simpatiza com ele. Vitória enciumada, entende mal a situação e acha que Maria flertou com seu marido para adquirir o emprego de modelo. Por isso, no trabalho Maria é constantemente humilhada por Vitória que, com o tempo começa a sentir afeto e identificar-se com o caráter dela e isso a faz remorso por tê-la tratado tão mal.
Enquanto isso, Maximiliano "Max" Sandoval, o filho mais velho de Osvaldo e enteado de Vitória, um jovem belo e muito sedutor que conhece Maria na agência de modelos e começa a sentir uma forte atração por ela. Ele define um plano para seduzi-la e levá-la para a cama. Maria se apaixona por Maximiliano e começa a desenvolver ilusões com ele sem saber que suas reais intenções são muito diferentes das que ela imagina.
Quando Maria percebe as verdadeiras intenções de Max, ela o rejeita, dizendo-lhe que tem princípios e não quer servir de diversão para ele. Isso provoca uma enorme curiosidade em Maximiliano, pois ele nunca havia encontrado uma jovem com o caráter, a força e a determinação que Maria lhe demonstrou. Então ele decide investigar se ela ela realmente é tão genuína quanto parece ser ou se toda aquela pureza e inocência são uma farsa.
Com o tempo, Max se apaixona por Maria Desamparada, mas ela continua o rejeitando. Isso motiva-o a seguí-la em todos os lugares e implorar-lhe para deixá-lo voltar a sua vida. Ele promete que vai respeitá-la e levá-la a sério, porque realmente a ama. Maria acredita e, como uma segunda chance, aceita namorar com ele. A relação vai ficando cada vez mais intensa, até que numa noite Max seduz Maria e os dois finalmente fazem amor apaixonadamente. Eles planejam se casar, mas Vitória descobre o relacionamento dos dois. Ela não aceita a relação, pois deseja que Max se case com Jimena de Alba, sua ex-namorada. Max recusa-se a reatar com Jimena e desistir de Maria. Com isso, Vitória arquiteta um plano junto com Helena para separá-los.
Aproveitando que numa noite Max estava bêbado num quarto escuro, Vitória pede que Jimena entre no quarto se passando por Maria Desamparada para assim conseguir dormir com ele e engravidar. Jimena consegue o que quer e Vitória obriga Max a casar-se com ela por causa do bebê que ela está esperando. Mesmo contra sua vontade, Max diz a Maria que Jimena está grávida e por isso terá que se casar com ela. Maria fica desolada, achando que Max a traiu e termina com ele. Max se casa com Jimena  sob pressão dos pais e no dia do casamento se mostra visivelmente insatisfeito. Maria vai até o local da cerimônia confirmar o ato do ex-namorado e sofre muito.
Após Max casar-se com Jimena , Vitória passa a perseguir Maria Desamparada, demitindo-a de sua agência e fazendo-a ser demitida de todos os outros empregos que ela consegue. Max finalmente vai atrás de Maria e conta-lhe a verdade sobre como tudo ocorreu entre Helena e ele. Ela o entende, os dois se reconciliam e Max promete-lhe que vai divorciar-se de Helena assim que seu bebê nascer. A partir desse momento, os dois passam a ter um caso.
Durante esse tempo, Maria descobre que também está grávida, mas temendo que isso cause mais problemas a Max, não lhe diz nada. Enquanto isso, Bernarda confirma que Maria Desamparada é realmente sua neta, através da madre do orfanato e, para impedir que João Paulo descubra a identidade da moça, mata a freira de maneira cruel. Porém, depois de alguns meses ele descobre. Maria então resolve fugir para algum lugar onde ninguém a encontre. Nesse período, desempregada e novamente "desamparada", ela conhece o fotógrafo Alonso, que a ajuda a se reerguer e cuida dela durante a gravidez. E também apaixona-se por ela. Embora ela não possa corresponder aos seus sentimentos, pois segue amando Max.
Com trabalho duro e dedicação, Maria se torna uma modelo famosa e bem sucedida, provando a Vitória Sandoval e a muitos outros que ela foi capaz de realizar seu sonho. Após tudo isso, muitas coisas mudam na vida de Max e Maria, mas o amor continua intacto. Em meio a tantas armadilhas e obstáculos que os mantiveram separados, o amor dos dois permanece triunfante.

## Elenco
| Intérprete              | Personagem                                       |
| ----------------------- | ------------------------------------------------ |
| Victoria Ruffo          | Vitória Gutiérrez de Sandoval                    |
| Maite Perroni           | Maria Desamparada Iturbide Gutiérrez de Sandoval |
| William Levy            | Maximiliano "Max" Sandoval Montenegro            |
| Diego Olivera           | Padre João Paulo Iturbide Monteiro               |
| Osvaldo Ríos            | Osvaldo Sandoval                                 |
| Daniela Romo            | Bernarda Monteiro de Iturbide                    |
| Dominika Paleta         | Helena de Alba/Helena de Alba Sandoval           |
| Guillermo García Cantú  | Guillermo Quintana                               |
| Livia Brito             | Fernanda "Fê" Sandoval Gutiérrez de Robles       |
| Pablo Montero           | Luís Cruz Robles Martínez                        |
| Erika Buenfil           | Antonieta Orozco                                 |
| César Évora             | Dr. Heriberto Rios Bernal                        |
| Miguel Pizarro          | Pipino Pichoni                                   |
| Cuauhtémoc Blanco       | João José "Joãozinho" Martínez Robles            |
| Carmen Salinas          | Milagre Robles de Martínez                       |
| Manuel Ibáñez           | Napoleão Bravo                                   |
| Úrsula Prats            | Rosana de Alba                                   |
| Salvador Pineda         | Rodolfo Padilha                                  |
| Pilar Pellicer          | Eva Grez                                         |
| Mark Tacher             | Alonso dos Anjos                                 |
| Marco Méndez            | Fabiano Duarte                                   |
| Susana Diazayas         | Natália "Naty" Duval de Martínez                 |
| Dorismar                | Linda Sortini                                    |
| Mónica Ayos             | Leandra Montenegro                               |
| Juan Carlos Franzoni    | Fausto Candela                                   |
| Eduardo Santamarina     | Otávio Itavera                                   |
| Arturo Carmona          | Gonçalo Candela                                  |
| Maricruz Nájera         | Tomásia Hernández                                |
| Alicia Rodríguez        | Irmã Clementina                                  |
| Gustavo Rojo            | Padre Jerônimo                                   |
| Gaby Mellado            | Gabriela "Gaby"                                  |
| Roberto D'Amico         | Bispo Cardeal                                    |
| Mauricio García-Muela   | Frederico "Fred" Padilha                         |
| Archie Lafranco         | Pedro                                            |
| Mimi Morales            | Lucy                                             |
| Ricardo Kleinbaum       | Oscar                                            |
| Andrea García           | Ofélia Garcia                                    |
| Luis Manuel Ávila       | Luciano Ferretti                                 |
| Mariana Ríos            | Maria Madalena                                   |
| Juan Romanca            | Dionísio Robles                                  |
| María del Carmen Duarte | Micaela                                          |
| Vicente Fernández Jr.   | Vicente                                          |
| Sérgio Acosta           | Adalberto Peres "O Escorpião"                    |
| Julio Vega              | Joel de Cervantes                                |
| Rosita Bouchot          | Dona Paula                                       |
| Vilma Traca             | Dona Tânia                                       |
| Dacia González          | Mãe Lulu                                         |
| Rocío Sobrado           | Alma                                             |
| Pablo Castel            | Israel                                           |
| Vilma Sotomayor         | Amanda                                           |
| Radamés de Jesus        | Domingos                                         |
| Lenny de la Rosa        | Joaquim                                          |
| Arturo Muñoz            | Delegado                                         |
| Manuel Raviela          | Jaime                                            |
| Judith Gradilla         | Augustina                                        |
| Eduardo Liñán           | Felipe                                           |
| Lidice Pousa            | Diana                                            |
| Elena Carrasco          | Patrícia                                         |
| Alfredo Alfonso         | Gregório                                         |
| Paulina de Labra        | Lorena                                           |
| Hugo Macías Macotela    | Hugo                                             |
| Harding Junior          | Moreno                                           |
| Lourdes Munguía         | Marcela de Rios                                  |
| Manola Díez             | Maya                                             |
| Raquel Morell           | Norma                                            |
| Flora Fernández         | Dona Carmem                                      |
| Dolores Salomón         | Dona Bomba                                       |
| Thelma Durantes         | Irmã Rosa                                        |
| Adriana Rojo            | Madre Superiora                                  |
| Renata Flores           | Renata (Carcereira)                              |
| Francisco Avendaño      | Médico                                           |
| Ricardo Vera            | Médico                                           |
| Ana Isabel Torre        | Modelo                                           |
| Gustavo Negrete         | Produtor                                         |
| Milia Nader             | Testemunha                                       |
| Mariana Rivera          | Dona da lanchonete                               |
| Pietro Vannucci         | Treinador de Max                                 |
| Rafael del Villar       | Terapeuta de Fernanda                            |
| Helena Rojo             | Ela mesma                                        |
| Marco di Mauro          | Ele mesmo                                        |
| Shanik Berman           | Ela mesma                                        |
| Adal Ramones            | Ele mesmo                                        |
| David Zepeda            | Ele mesmo                                        |

## Personagens
Maria Desamparada
- Interpretada por: Maite Perroni

Jovem bonita com grande personalidade e bons sentimentos. Seu único rancor é contra seus pais, pois acredita que a abandonaram num orfanato. Vive com suas amigas Naty e Linda, que são como suas irmãs. Admira muito Vitória, sem saber que é sua mãe e não entende o porquê dela a tratar tão mal quando começa a trabalhar na sua empresa. Apaixona-se por Max sem saber que é enteado de Vitória, sofre uma grande decepção ao descobrir que ele a enganou e decide não dizer que espera um filho dele.
Maximiliano "Max" Sandoval
- Interpretado por: William Levy

Bonito e atraente, ele é um sedutor incorrigível. É filho de Osvaldo e trabalha com Vitória, sua madrasta. É criativo e responsável no trabalho. Acostumado a ser bem sucedido em suas conquistas, estranha quando é desprezado por Maria Desamparada de quem tenta se aproximar afim de seduzi-la e levá-la para a cama. Acaba se apaixonando por ela, mas está comprometido com Helena e se vê obrigado a casar-se quando ela diz que espera um filho dele.
Vitória Sandoval
- Interpretada por: Victoria Ruffo

Bela, forte, tenaz e decidida. Seu talento e incansável determinação fizeram dela uma mulher vitoriosa. Venceu todos os obstáculos, tem tudo que sempre desejou, mas não é feliz. Quando jovem sofreu um terrível acidente que a fez perder sua filha na rua e nunca mais encontrá-la. O sofrimento a transformou numa mulher dura, cruel e arrogante. Dedica-se totalmente ao trabalho deixando de lado a família. Autoritária, quer manejar a vida da filha e do enteado.
Osvaldo Sandoval
- Interpretado por: Osvaldo Ríos

Ator por profissão, é um homem bonito, sedutor e apaixonado por sua esposa, Vitória, com quem tem uma filha chamada Fernanda. É pai de Maximiliano, fruto de seu primeiro casamento. Osvaldo guarda um segredo do passado e faz o filho acreditar que sua mãe está morta. Mas na verdade ela está presa por assassinar o amante. Vitória não dá atenção ao marido por se dedicar totalmente à sua casa de moda e ele acaba se envolvendo com Linda. Vitória pede o divórcio, mas Osvaldo acaba voltando para casa quando sua filha, Fernanda, sofre um grave acidente e fica paraplégica.
Bernarda de Iturbide
- Interpretada por: Daniela Romo

Religiosa, elegante e aparentemente bondosa. Mas na realidade é uma fanática que se sente no direto de punir aqueles que ela considera "pecadores" e para isso recorre até ao assassinato. Finge sofrer do coração para manipular seu filho, João Paulo, que acredita que sua mãe é uma mulher santa. Educou seu filho desde pequeno para ser um sacerdote com a intenção de conseguir a paz espiritual, mas seus crimes do passado não deixam de torturá-la.
João Paulo Iturbide
- Interpretado por: Diego Olivera

Apesar de ter sido forçado a seguir a vida religiosa, é um sacerdote por vocação. Ele protege os pobres e indefesos e trabalha muito pelo bem da comunidade. Na juventude duvidou de sua vocação e teve uma noite de amor com Vitória. Somente dezoito anos depois soube pela própria Vitória que desse relacionamento nasceu uma filha. Deste dia em diante seu único objetivo é tentar descobrir seu paradeiro.
Jimena de Alba
- Interpretada por: Dominika Paleta

Arrogante, chantagista, desequilibrada e possessiva. É a modelo mais importante da casa de modas de Vitória até que ela contrata Maria Desamparada. Tem um relacionamento bastante instável com Maximiliano e ele está disposto a por um ponto final no namoro. Ela é amante de Guillermo que a manipula como quer parar prejudicar a família Sandoval. Quando quase perde o filho que esperava e descobre que nunca mais poderá engravidar, ela enlouquece.
Guillermo Quintana
- Interpretado por: Guillermo García Cantú

Amargurado, malicioso e sinistro. É um ator frustrado que sente uma profunda inveja de Osvaldo e fará de tudo para destruir sua vida. Pensa que Osvaldo lhe roubou tudo: os melhores papéis, a fama e o amor de Vitória. É amante de Jimena, a noiva de Maximiliano. Jimena é totalmente controlada por ele. Osvaldo acredita que Guillermo é seu amigo e, confia tanto nele que o convida para ser seu sócio.

## Produção
- As gravações da trama se iniciaram no dia 7 de setembro de 2010[18] e se encerraram em 22 de junho de 2011.[19]
- A vilã Jimena, interpretada por Dominika Paleta, entraria na trama apenas no capítulo 40. Porém, devido a algumas mudanças, o produtor decidiu apressar a entrada da personagem para o capítulo 30, transmitido em 3 de dezembro de 2010.[20]
- O personagem João José, interpretado por Cuauhtémoc Blanco, iria sair da trama na metade da novela. Para justificar a saída, um acidente com o personagem foi escrito.[21] Porém, devido aos pedidos dos telespectadores, o ator voltou a trama.[22]
- O produtor Salvador Mejía chamou o ator César Évora para fazer par romântico com Victoria Ruffo, com quem trabalhou em La madrastra e Abrázame muy fuerte, já que o público rejeitou o casal da personagem de Ruffo com o de Osvaldo Ríos.[23]
- Devido à baixa audiência e, para reduzir custos, a trama seria cortada e teria somente 100 capítulos, mas no final das contas, a trama foi esticada.
- O último capítulo da trama também foi transmitido via internet.[24]

## Exibição

### No México
A trama era exibida pelo Las Estrellas de segunda à sexta às 21h30 entre 25 de outubro de 2010 a 26 de junho de 2011, sucedendo Soy tu dueña e antecedendo Dos hogares. Seus dez primeiros capítulos dividiram o horário com os últimos capítulos de Soy tu dueña.
Foi reprisada pelo canal TLNovelas de 3 de janeiro a 6 de maio de 2022, sucedendo Corona de lágrimas e antecedendo Los parientes pobres.

### No Brasil
A trama chegou a ser anunciada para exibição na Rede Meio Norte, dentre outras estreias na grade de 2015 do canal. Com o título Triunfo do Amor, a trama teve data de estreia marcada para 13 de abril, às 16h15. No entanto, com a repercussão das chamadas, o SBT enviou um comunicado afirmando que o canal "tem exclusividade sobre o conteúdo mexicano em todo território brasileiro". A Televisa notificou a Meio Norte caso houvesse a exibição ilegal da trama.
Foi exibida pelo SBT de 16 de novembro de 2020 a 8 de junho de 2021 às 17h30, em 147 capítulos, sucedendo a reprise de O Que a Vida me Roubou e antecedendo a segunda reprise de Coração Indomável. Antes de Triunfo do Amor ir ao ar, o SBT também exibiu O Privilégio de Amar em 1999 e produziu em 2006 uma versão brasileira intitulada Cristal.
Foi exibida no canal pago TLN Network de 22 de março a 19 de novembro de 2021, substituindo Mar de Amor e sendo substituída por Mundo de Feras. A exibição, no entanto, é com a dublagem do Studio Gábia, diferente do SBT.
Ficou disponível por tempo limitado no cátalogo do SBT Vídeos, em 2021.
Atualmente está disponível também no catálogo do Vix, gratuitamente no Brasil.

### Transmissão
| País                   | Emissora           |
| ---------------------- | ------------------ |
| México                 | Las Estrellas      |
| México                 | TLNovelas          |
| Brasil                 | SBT                |
| Brasil                 | SBT Vídeos         |
| Brasil                 | TLN Network        |
| Estados Unidos         | Univision          |
| Porto Rico             | Univision          |
| Angola                 | ZAP Novelas        |
| Moçambique             | ZAP Novelas        |
| Colômbia               | RCN                |
| Venezuela              | Venevisión         |
| Peru                   | América TV         |
| Peru                   | ATV                |
| República Dominicana   | Telemicro          |
| Panamá                 | Telemetro          |
| Sérvia                 | RTV Pink           |
| Polónia                | TV4                |
| Croácia                | Nova TV            |
| Hungria                | Prizma TV          |
| Chile                  | Mega               |
| Chile                  | La Red             |
| Chile                  | TVN                |
| Paraguai               | Paravisión         |
| Montenegro             | Pink M             |
| Bolívia                | PAT                |
| Bolívia                | Facetas TV         |
| Equador                | Gama TV            |
| Equador                | RTS                |
| Lituânia               | TV3                |
| Argentina              | Canal 9            |
| El Salvador            | TCS                |
| Guatemala              | Canal 3            |
| Nicarágua              | Canal 10           |
| Uruguai                | Monte Carlo TV     |
| Espanha                | Nova               |
| Roménia                | Acasă TV           |
| Estónia                | TV3                |
| Indonésia              | Vision 2 Drama     |
| Israel                 | Viva               |
| Albânia                | 3 Plus             |
| Quênia                 | Citizen TV         |
| Macedônia do Norte     | Sitel              |
| Chipre                 | ANT1               |
| Grécia                 | Makedonia TV       |
| Eslovênia              | POP TV             |
| Emirados Árabes Unidos | Abu Dhabi Al Oula  |
| Cazaquistão            | El Arna            |
| Armênia                | ATV                |
| França                 | Outre-Mer 1ère     |
| Filipinas              | Telenovela Channel |
| Bulgária               | Diema Family       |
| Eslováquia             | TV Doma            |
| Costa Rica             | Repretel           |

## Repercussão

### Recepção
No México, a novela foi alvo de várias críticas e insatisfações. A atriz Daniela Romo se sentiu bastante insatisfeita com sua personagem na trama. Segundo ela, a personagem não estava tendo destaque suficiente.
A personagem da atriz Dorismar causou polêmica entre o público por cenas muito quentes. Além disso, ela também foi bastante criticada por sua atuação. Mediante isso, a produção da novela decidiu matar sua personagem. Embora há rumores de que a atriz se desentendeu fortemente com a equipe e por isso decidiu sair da novela.
A escritora original da novela, Delia Fiallo, não poupou críticas à trama. Segundo ela, os protagonistas não cumpriram com o perfil exigido para os personagens. Para ela, a protagonista deve ter classe e estatura para representar uma modelo profissional, coisa que Maite Perroni não tinha. Já sobre William Levy, disse que ele era super encantador, porém não sentia profundidade em sua atuação. Quanto à Victoria Ruffo, declarou que ela era uma excelente atriz, porém não combinava com uma personagem ditadora de moda, pois lhe faltava elegância. Além disso, ela ficou descontente por Salvador Mejía ter adaptado os roteiros de El privilegio de amar, e não os originais escritos por ela, obtendo como resultado o que ela considera como uma das piores adaptações de suas histórias. Ela também criticou o nome da protagonista, "Maria Desamparada", que de acordo com ela, dá lugar a risos e chacotas.

### Audiência

#### No México
A trama estreou com uma média de 28.6 pontos. Sua maior audiência é de 29.1 pontos, alcançada em 5 de novembro de 2010. Esse número é bastante alto, pois foi impulsionado pelos últimos capítulos de Soy tu dueña. Porém, quando começou a ser exibida sozinha, ela não manteve esses números. No dia 24 de dezembro, a trama marcou apenas 10 pontos, seu índice mais baixo. Seu último capítulo, com duração de duas horas, teve 23 pontos de média. A trama fechou com 22 pontos de média, índices considerados razoáveis, sendo que a média geral estipulada era de 24 pontos.

#### No Brasil
A trama estreou com uma média de 6.5 pontos, com picos de 7, assumindo a vice-liderança isolada durante toda sua exibição, algo que não acontecia desde a estreia de A Gata. O segundo capítulo registrou ótima audiência: 7 pontos de média, 8.5 (9) pontos de pico e 11.5% de share, também fechando na vice-liderança. O terceiro capítulo também fechou com ótima audiência: 7.3 pontos de média, 8.2 de pico e 11.6% de share, também ficando na vice-liderança.
Em 24 de dezembro de 2020, registrou 4 pontos, sendo essa a sua menor audiência.
Em 10 de março de 2021, bate novo recorde com 7.9 pontos, ficando na vice-liderança.
O último capítulo, exibido em 8 de junho de 2021, registrou 7.4 pontos de média, 8.4 de pico e 12.8% de share, ficando na vice-liderança em alguns minutos. Teve média geral de 6.2 pontos, índice considerado satisfatório para o horário das 17h.

## Música
- "Tres palabras", Luis Miguel
- "A partir de hoy", Maite Perroni & Marco di Mauro
- "Qué será de ti (Como vai você)", Thalía
- "Florecita", Pablo Montero
- "Regalito del cielo", Pablo Montero
- "Me enamoré", Pablo Montero
- "Vuelve junto a mi", Pablo Montero
- "No sé tú", Luis Miguel
- "Bésame", Camila
- "Abrázame", Camila
- "Volverte a besar", Marco di Mauro
- "Siempre", Marco di Mauro
- "Dime que me quieres", Banda el Recodo
- "Cómo te voy a olvidar", Los Ángeles Azules
- "Dragostea din tei", O-Zone
- "Y todo para qué", Intocable
- "Vodka", Silikon
- "Suavecito (Rocker)", Silikon

## Versões
- Cristal (1985), telenovela venezuelana da RCTV. Escrita por Delia Fiallo, produzida por Jorge Gherardi e protagonizada por Lupita Ferrer, Jeannette Rodríguez e Carlos Mata.
- El privilegio de amar (1998), telenovela mexicana da Televisa. Escrita por Liliana Abud, Ricardo Fiallega e Marta Jurado, produzida por Carla Estrada e protagonizada por Helena Rojo, Adela Noriega e René Strickler.
- Cristal (2006), telenovela brasileira do SBT. Escrita por Anamaria Nunes, dirigida por Herval Rossano e David Grinberg e protagonizada por Bete Coelho, Bianca Castanho e Dado Dolabella.
- Los Hilos del Pasado (2025 - 2026), outra versão da história que será exibida novamente pela Televisa, produzida por José Alberto Castro e protagonizada por Yadhira Carrillo, Bárbara López e  Emmanuel Palomares nos papéis principais. Será antagonizada por Azela Robinson, David Zepeda, Sergio Goyri e Natasha Dupeyrón como a grande vilã da trama.

## Prêmios e indicações

### Prêmios TVyNovelas 2012[56]
| Categoria                    | Indicação                                             | Resultado |
| ---------------------------- | ----------------------------------------------------- | --------- |
| Melhor telenovela            | Salvador Mejía Alejandre                              | Indicado  |
| Melhor atriz protagonista    | Maite Perroni                                         | Indicado  |
| Melhor atriz antagonista     | Daniela Romo                                          | Venceu    |
| Melhor ator coadjuvante      | Mark Tacher                                           | Indicado  |
| Melhor primeira atriz        | Carmen Salinas                                        | Indicado  |
| Melhor primeiro ator         | César Évora                                           | Venceu    |
| Melhor atriz juvenil         | Livia Brito                                           | Venceu    |
| Melhor história ou adaptação | Liliana Abud & Ricardo Fiallega                       | Indicado  |
| Melhor tema musical          | "A partir de hoy", por Maite Perroni & Marco di Mauro | Indicado  |

### Prêmios Juventud 2011[57]
| Categoria                   | Indicação                        | Resultado |
| --------------------------- | -------------------------------- | --------- |
| Chica que me quita el sueño | Maite Perroni                    | Venceu    |
| ¡Esta buenísimo!            | William Levy                     | Venceu    |
| Melhor tema de novela       | "Tres palabras", por Luis Miguel | Indicado  |

### Prêmios People en Español 2011[58]
| Categoria               | Indicação                    | Resultado |
| ----------------------- | ---------------------------- | --------- |
| Melhor telenovela       | Salvador Mejía Alejandre     | Indicado  |
| Melhor atriz            | Maite Perroni                | Indicado  |
| Melhor ator             | William Levy                 | Indicado  |
| Melhor atriz secundária | Victoria Ruffo               | Indicado  |
| Melhor vilã             | Daniela Romo                 | Indicado  |
| Melhor vilã             | Dominika Paleta              | Indicado  |
| Casal do ano            | Maite Perroni & William Levy | Venceu    |

### Prêmios Califa de Oro 2011[59]
| Categoria             | Indicação         | Resultado |
| --------------------- | ----------------- | --------- |
| Melhor atuação do ano | Maite Perroni     | Venceu    |
| Melhor atuação do ano | William Levy      | Venceu    |
| Melhor atuação do ano | Daniela Romo      | Venceu    |
| Melhor atuação do ano | Carmen Salinas    | Venceu    |
| Melhor atuação do ano | Cuauhtémoc Blanco | Venceu    |
| Melhor atuação do ano | Pablo Montero     | Venceu    |

### Prêmios Casandra 2012
| Categoria        | Indicação    | Resultado |
| ---------------- | ------------ | --------- |
| Imagem revelação | William Levy | Venceu    |

### Prêmios Oye! 2012[62]
| Categoria                                             | Indicação                                             | Resultado |
| ----------------------------------------------------- | ----------------------------------------------------- | --------- |
| Melhor tema de telenovela, filme ou série em espanhol | "A partir de hoy", por Maite Perroni & Marco di Mauro | Indicado  |